# Augusztus 5.
Augusztus 5. az év 217. (szökőévben 218.) napja a Gergely-naptár szerint. Az évből még 148 nap van hátra.
Névnapok: Krisztina + Ábel, Abélia, Abelina, Áfra, Afrodita, Afrodité, Árven, Emőd, Hargita, Havaska, Hófehérke, Kriszta, Krisztabella, Krisztiána, Krisztin, Lamine, Lúciusz, Manon, Mária, Nóna, Oszvald, Oszvalda, Ozsvát, Őzike, Páris, Peregrina, Szalvátor, Tinka, Viátor, Zebadiás, Zebulon

## Események
- 1532 – I. Szulejmán megkezdi Kőszeg ostromát.
- 1716 – Savoyai Jenő és Pálffy János hadai megverik Ali pasa 150 ezres seregét Pétervárad alatt.
- 1849 – a Dembiński lengyel tábornok vezette magyar honvédsereg vereséget szenved Haynau csapataitól Szőregen.
- 1864 – Felakasztják a lengyelországi januári felkelés vezetőit.[1]
- 1914 – Az Osztrák–Magyar Monarchia hadat üzen Oroszországnak.
- 1914 – a német hadsereg megtámadja Liège városát, illetve a város körül felállított megerősített állásokat.
- 1916 – Első világháború: A hatodik isonzói csata kezdete. Az olasz hadsereg sikeres támadása áttöri a frontot, az osztrák–magyar csapatok visszavonulnak, feladják Görz (Gorizia) várost is.
- 1941 – A Budapest–Cegléd–vasútvonal töltésen futó új szakaszának átadásával megszűnik a Kerepesi úti halálsorompó.
- 1950 – Stuttgartban kihirdetik a „Hazájukból elűzött németek Chartáját” (Charta der deutschen Heimatvertriebenen), amelyben a deportáltak egyoldalúan lemondanak a bosszúról és elégtételről, de követelik, hogy szülőföldjükön lakhassanak.  Archiválva 2007. január 1-i dátummal a Wayback Machine-ben
- 1960 – Burkina Faso, a korábbi Felső-Volta függetlenné válik Franciaországtól.
- 1967 – Megjelentetik The Piper at the Gates of Dawn címen a Syd Barrett vezette Pink Floyd első nagylemezét.
- 1994 – Az UNPROFOR kérésére NATO repülőgépek támadást intéznek a szarajevói tilalmi zónában egy célpont ellen, azt követően, hogy a boszniai szerbek fegyvereket zsákmányoltak Szarajevó közelében az ENSZ által összegyűjtött fegyverekből.
- 2004 – A törökbálinti petárdaraktár-robbanás
- 2007 – Álarcos fegyveresek elrabolnak négy értékes képet – két Bruegel, egy Alfred Sisley és egy Claude Monet képet – a nizzai szépművészeti múzeumból.

## Sportesemények
Formula–1
- 1956 –  német nagydíj, Nürburgring - Győztes: Juan Manuel Fangio  (Ferrari)
- 1962 –  német nagydíj, Nürburgring - Győztes: Graham Hill  (BRM)
- 1973 –  német nagydíj, Nürburgring - Győztes: Jackie Stewart  (Tyrrell Ford)
- 1984 –  német nagydíj, Hockenheimring - Győztes: Alain Prost  (McLaren TAG Porsche Turbo)
- 2007 –  magyar nagydíj, Hungaroring - Győztes: Lewis Hamilton  (McLaren Mercedes)

Olimpiai játékok
- 2012 –  2012. évi nyári olimpiai játékok, London - Győztes: Berki Krisztián (lólengés)

## Születések
- 1461 – Sándor lengyel király († 1506)
- 1694 – Leonardo Leo olasz barokk zeneszerző († 1744)
- 1737 – Johann Friedrich Struensee altonai orvos, dán politikus, államminiszter († 1772)
- 1802 – Niels Henrik Abel norvég matematikus († 1829)
- 1813 – Ivar Aasen norvég nyelvtudós, költő († 1896)
- 1844 – Ilja Jefimovics Repin (Илья Ефимович Репин), orosz festőművész († 1930)
- 1850 – Guy de Maupassant francia író, drámaíró († 1893)
- 1896 – Roszner István magyar huszártiszt, földbirtokos, országgyűlési képviselő († 1958)
- 1897 – Csorba Antal magyar ügyvéd, országgyűlési képviselő († 1974)
- 1906 – John Huston kétszeres Oscar-díjas amerikai rendező, forgatókönyvíró és színész († 1987)
- 1907 – Roger Loyer francia autóversenyző († 1988)
- 1908 – Bartha László Kossuth-díjas magyar festőművész, könyvillusztrátor, díszlettervező († 1998)
- 1912 – Pierre abbé francia katolikus pap, a szegényeket és menekülteket támogató Emmaüs mozgalom alapítója († 2007)
- 1924 – Fazekas Árpád magyar gyermekgyógyász főorvos, nyírségi helytörténeti kutató († 2019)
- 1929 – Boros Ottó kétszeres olimpiai bajnok vízilabdázó († 1988)
- 1930 – Richie Ginther amerikai autóversenyző († 1989)
- 1930 – Neil Armstrong amerikai űrhajós, az első ember a Holdon († 2012)
- 1943 – Leo Kinnunen finn autóversenyző († 2017)
- 1945 – Giczy Csaba olimpiai ezüstérmes, háromszoros világbajnok kajakozó
- 1952 – Faragó Tamás olimpiai bajnok magyar vízilabdázó, mesteredző, a nemzet sportolója
- 1955 – David Giorgobiani grúz színész, rendező
- 1956 – Anja Kruse német (NSZK) színésznő
- 1968 – Marine Le Pen, francia politikus
- 1969 – Ujláb Tamás magyar színész
- 1970 – Leonyid Ivanovics Sztadnik a világ legmagasabb embere (2007) († 2014)
- 1972 – Buza Tímea magyar színésznő
- 1974 – Reiter Zoltán magyar színész
- 1976 – Balogh Gábor, kétszeres világbajnok magyar öttusázó
- 1979 – Nacsa Olivér magyar humorista, előadóművész, producer
- 1979 – Majka magyar műsorvezető, rapper
- 1981 – Sibaszaki Kó (születési nevén Jamamura Jukie) japán színész-, énekesnő.
- 1983 – Dukai Regina magyar modell, énekesnő
- 1985 – Nikša Dobud, horvát vízilabdázó
- 1987 – Fluor Tomi, magyar énekes
- 1988 – Federica Pellegrini, olasz úszónő
- 1991 – Esteban Gutiérrez mexikói autóversenyző
- 1994 – Hermányi Mariann magyar színésznő
- 1996 – Valkusz Milán magyar énekes, rapper, a VALMAR duó tagja
- 1997 – Jack White ausztrál kosárlabdázó
- 2001 – Anthony Edwards amerikai kosárlabdázó

## Halálozások
- 1688 – Bornemisza Anna erdélyi fejedelemasszony (* 1630 körül)
- 1729 – Thomas Newcomen kovács, vízvezetékszerelő, bádogos, valamint baptista laikus prédikátor (* 1664)
- 1792 – Augustini evangélikus lelkész (* 1729)
- 1815 – Abacs (Abáts) János erdélyi református püspök (* 1745 vagy 1746)
- 1868 – Jacques Boucher de Crèvecœur de Perthes francia archeológus és író (* 1788)
- 1872 – Charles-Eugène Delaunay francia matematikus, geométer, a háromtest-probléma kutatója, jelentős eredményeket ért el a funkcionálanalízis és a diszkrét geometria területén (* 1804)
- 1884 – Gáspár András honvéd tábornok (* 1816)
- 1895 – Friedrich Engels német tőkés, tudós, közgazdász, filozófus, közpolitikus (* 1820)
- 1895 – Kovács Ferenc politikus, az MTA tagja, Hódmezővásárhely korabeli közéletének jeles alakja (* 1823)
- 1897 – Kozma Sándor jogász, a magyar királyi államügyészség megteremtője és első államügyésze (* 1825)
- 1939 – Jankovich Béla oktatáspolitikus, közgazdász, az MTA tagja, 1913–1917 között Magyarország vallás- és közoktatásügyi minisztere (* 1865)
- 1944 – Miskolczy Hugó magyar szolgabíró, országgyűlési képviselő (* 1886)
- 1950 – Farkasfalvi Farkas Géza magyar huszáralezredes, földbirtokos, a tiszáninneni református egyházkerület főgondnoka, országgyűlési képviselő, felsőházi tag (* 1874)
- 1967 – Bródy György kétszeres olimpiai bajnok vízilabdázó (* 1908)
- 1970 – Győrffy Barna növénygenetikus, biokémikus, a magyarországi molekuláris genetikai kutatások jelentős alakja, az MTA tagja (* 1911)
- 1984 – Richard Burton walesi születésű brit színész (* 1925)
- 1993 – Vertel József grafikusművész, bélyegtervező (* 1922)
- 1993 – Bart Bok holland-amerikai csillagász a Bok-globula névadója (* 1906)
- 1994 – Alain De Changy belga autóversenyző (* 1922)
- 1998 – Todor Zsivkov bolgár kommunista politikus, párt- és államfő (* 1911)
- 2007 – Joó István magyar geodéta és térképész (* 1928)
- 2008 – Győrvári János magyar színész a Gárdonyi Géza Színház örökös tagja (* 1921)
- 2008 – Eva Pflug német színésznő (Tamara Jagellovsk az „Orion űrhajó” c. tv-sorozatban) (* 1929)
- 2011 – Aziz Shavershian (Zyzz) oroszországi születésű ausztrál testépítő, internetes sztár, személyi edző (* 1989)
- 2012 – Zwack Péter magyar gyáriparos, üzletember, politikus (* 1927)
- 2014 – Németh Angéla olimpiai bajnok magyar gerelyhajító (* 1946)
- 2019 – Toni Morrison Nobel-díjas amerikai író (* 1931)
- 2023 – Kozma Zsolt erdélyi magyar református lelkész, egyházi író, teológiai professzor  (* 1935)

## Nemzeti ünnepek, emléknapok, világnapok
- Havas Boldogasszony ünnepe
- Burkina Faso függetlenségi napja (1960)
- Horvátország a hálaadás napja és a horvát hősök napja